# Assassin's Creed Origins
Assassin's Creed Origins este un joc video de acțiune-aventură dezvoltat de Ubisoft Montreal și publicat de Ubisoft. Este al zecelea titlu din seria Assassin's Creed și succesorul jocului Assassin's Creed Syndicate din 2015. A fost lansat internațional în data de 27 octombrie 2017 pentru platformele Microsoft Windows, PlayStation 4 și Xbox One.
Jocul are loc în Egiptul Antic, în timpul dinastiei Ptolemeice (48 î.Hr.) și povestește o istorie ficțională a evenimentelor din lumea reală. Seria istorisește originea conflictului dintre Frația Asasinilor, care luptă pentru pace prin libertate, și o cabală secretă—precursorii Ordinului Templier—care luptă pentru pace prin control. 
Origins a fost primit cu reacții pozitive din partea criticilor, care au lăudat povestea, personajele, dublajul, gameplay-ul refăcut, lumea captivantă a Egiptului și grafica, dar au criticat ritmul și problemele tehnice. Jocul este considerat ca fiind ori unul dintre cele mai bune din serie, ori chiar cel mai bun de către diferiți critici. Jocul a fost urmat de Assassin's Creed Odyssey, care are loc în Grecia clasică și care a fost lansat pe 5 octombrie 2018.

## Gameplay
Assassin's Creed Origins este un joc de acțiune-aventură și stealth, jucat din perspectiva persoanei a treia. Jucătorii completează misiuni—povești liniare cu obiective prestabilitate—pentru a progresa în campanie, câștiga puncte de experiență și a obține noi abilități. În afara misiunilor, jucătorii se pot plimba liber prin mediul open world pe jos, cu ajutorul cailor, cămilelor, sau bărcilor pentru a explora locații, completa misiunile secundare și debloca arme și echipament. Spre deosebire de jocurile anterioare ale seriei, nu vor mai exista structuri înalte cățărabile care să deblocheze zonele hărții. 
Funcția "eagle vision", care le permitea jucătorilor să cerceteze o zonă prin evidențierea inamicilor și obiectelor, a fost înlocuită de o acvilă, numită Senu. Jucătorul o poate controla pe Senu și scana o zonă cu inamici în primă fază, după care inamicii vor rămâne vizibili pentru Bayek, protagonistul jocului. Jucătorii pot îmblânzi diferite animale de pradă, care vor putea fi folosite ca și companion și îi vor putea ajuta împotriva inamicilor. Odată cu Origins, își vor face reapariția în serie luptele pe mare, explorările subacvatice și jefuitul mormintelor.

Jocul conține și mecanici de luptă revizuite. Jocurile anterioare din seria Assassin's Creed foloseau un sistem de animații împerecheate în care, atunci când jucătorul-personaj intra în luptă cu un inamic, bătălia era dictată de o serie de animații prestabilite, bazate pe comenzile jucătorului și mișcări de AI predeterminate. Assassin's Creed Origins face schimbarea către un sistem de luptă "hit-box". Când jucătorul mânuiește o armă, va putea lovi orice se află în preajmă, permițându-i să lovească inamicii direct, să lezeze diferite părți ale corpului, dar și să-l rateze complet pe inamic. Armele sunt sortate în opt categorii, în funcție de forță, viteză și distanța pe care o acoperă. Inamicii sunt bazați pe câteva arhetipuri de bază care folosesc o varietate de tactici în luptă și care, în combinație cu sistemul hit-box, îl vor forța pe jucător să învețe atribuțiile fiecărei arme și să-și modeleze stilul de joc pentru a reuși în luptă. De vreme ce și inamicii vor folosi sistemul hit-box, jucătorul va fi echipat cu un scut și va trebui să-și pună în echilibru capabilitățile ofensive și defensive proprii. Locațiile din lumea jocului sunt proiectate pentru ca jucătorul să aibă posibilitatea de a-și alege stilul de joc pentru completarea misiunilor, fie el unul de luptă sau de stealth.
Origins introduce un sistem de arenă, unde jucătorul se luptă cu inamici veniți crescător în valuri, iar totul va culmina cu un boss fight. În timp ce arena va fi incorporată în povestea principală, ea va fi de sine stătătoare în narațiune. Jocul conține câteva arene cu o varietate de inamici și boși unici, care nu pot fi găsiți în lumea jocului. Jucătorii vor putea debloca arme adiționale și echipamente prin completarea de lupte în arenă.

## Sinopsis

### Premisă
Jucătorul preia rolul unui bărbat Medjay, pe nume Bayek, în timp ce acesta protejează poporul Regatului Ptolemeic într-o perioadă agitată a istoriei egiptene: Faraonul Ptolemeu al XIII-lea încearcă să-și mențină autonomia asupra teritoriului, dar având și ambiții de a-și extinde regatul; sora sa, recent-detronata Cleopatra, începe să adune forțe loialiste pentru a lansa o lovitură de stat împotriva fratelui ei; iar incursiunile frecvente în Regat ale armatei Romane conduse de Iulius Cezar stârnesc temerile unei invazii iminente. Bayek descoperă o lume în care forțele oculte manipulează aceste evenimente, iar acest lucru îl va conduce pe drumul de a deveni Primul Asasin.

### Povestea principală
În prezent, Layla Hassan, o cercetătoare de la compania Abstergo, primește misiunea de a găsi și a recupera un artefact din Egipt. Ea găsește un mormânt în care sunt îngropate mumiile Asasinilor Bayek și Aya. Sperând să găsească informații care să-i asigure o poziție în Proiectul Animus al companiei, Layla decide să retrăiască amintirile lui Bayek și ale Ayei folosind un Animus modificat, fără a le comunica acest lucru superiorilor săi.
În 49 î.Hr., Bayek, un bărbat Medjay respectat, responsabil de protejarea ținutului Siwa, este răpit împreună cu fiul său, Khemu, de către un grup format din cinci indivizi mascați, și dus într-o criptă subterană din Templul lui Amun-Re. Mascații îi dau lui Bayek un Glob din aur și îi cer să deschidă cu ajutorul acestuia Seiful. Khemu îl ajută pe Bayek să scape, dar în timpul unei lupte, Bayek îl înjunghie din greșeală pe Khemu în piept, omorându-l.
Un an mai târziu, Bayek se autoexilă din Siwa pentru a da de urma celor cinci mascați. Îl găsește și omoară pe primul, Rudjek "Cocostârcul". Bayek se întoarce apoi în Siwa pentru a-l asasina pe preotul local, Medunamun "Ibisul", care îi torturează pe locuitorii din Siwa pentru a obține informații despre Seif. După ce termină cu Medunamun, Bayek se îndreaptă apoi către Alexandria, acolo unde Aya a reușit să găsească un alt mascat. După ce se întâlnește cu Aya, ea dezvăluie că i-a asasinat deja pe Actaeon "Vulturul" și Ktesos "Berbecul", rămânând acum în viață doar unul singur, "Șarpele". Aya îi spune și că a lucrat împreună cu Apolodor Sicilianul și Cleopatra pentru a afla identitatea Șarpelui. Aceasta îi dăruiește lui Bayek o Lamă Ascunsă, pe care o folosește pentru a-l localiza și asasina pe Eudoros într-o baie publică. Acest lucru îl costă pe Bayek degetul inelar de la mâna stângă.
Bayek își aduce aminte de cuvintele lui Eudoros și începe să aibă îndoieli. El se întâlnește cu Apolodor și Cleopatra pentru a cere răspunsuri, iar ea îi spune lui Bayek că a fost îndepărtată de pe tron de către oamenii mascați, care se autointitulează Ordinul Anticilor și caută să controleze Egiptul prin folosirea regelui Ptolemeu, fratele Cleopatrei, ca marionetă. În plus, există mai mulți membri ai Ordinului decât cei cinci pe care Bayek și Aya i-au asasinat: "Scarabeul", "Hiena", "Șopârla" și "Crocodilul". De fapt, Eudoros era "Hipopotamul", iar numele de Șarpe reprezintă Ordinul ca și întreg. Având aceste informații, Bayek devine Gardianul Medjay al Cleopatrei și îi asasinează pe membrii rămași ai Ordinului, iar Aya îl convinge pe Pompei să se alieze cu Cleopatra.
Înapoi în prezent, Layla este atacată de soldați Abstergo pentru că nu a ținut compania la curent. Layla reușește să-i omoare și se întoarce în Animus, hotărâtă să-și încheie misiunea.
Bayek primește o scrisoare de la Aya în care află că mai sunt în viață doi membri ai Ordinului, "Scorpionul" și "Șacalul", membri ai gardei regale a lui Ptolemeu și cei responsabili de moartea lui Khemu. Bayek află că Lucius Septimius este Șacalul și îl localizează, dar nu reușește să-l salveze pe Pompei, care este ucis de Septimius. Fără alte alternative, Cleopatra le cere ajutorul lui Bayek și Ayei pentru a se infiltra în palatul lui Iulius Cezar, iar aceasta reușește să îl impresioneze pe Împărat și își asigură susținerea. Bayek îl omoară pe Pothinus "Scorpionul", dar este oprit din a-l omorî pe Septimiu de către Cezar. De cealaltă parte, Aya privește cum Ptolemeu este mâncat de crocodili în timp ce acesta încerca să fugă pe Nil.
După terminarea războiului civil, Cleopatra se urcă pe tron ca și Faraon. Septimiu devine consilierul lui Cezar, iar Cleopatra încheie legăturile cu Bayek și Aya. Acest lucru îl face pe Bayek să își dea seama că Cleopatra și Cezar s-au aliat Ordinului. Realizând că a făcut o greșeală atunci când s-a aliat cu Cleopatra, Bayek adună laolaltă toți aliații săi și decide să formeze o Frăție care să contracareze Ordinul și să apere liberul-arbitru al oamenilor de rând. Bayek și Aya realizează apoi că Ordinul a arătat un interes puternic pentru mormântul lui Alexandru cel Mare și pleacă să investigheze. Acolo, ei găsesc un Apolodor pe moarte, care îi avertizează că locotenentul lui Cezar, Flavius, este "Leul" și adevăratul lider al Ordinului. El și Septimiu au luat Globul și Sceptrul din mormânt și se îndreaptă spre Siwa pentru Seif.
La reîntoarcerea în Siwa, ei găsesc Seiful deja deschis. El îl localizează și se confruntă cu Flavius, care deține acum Mărul din Eden, dar Bayek reușește să-l asasineze. Bayek se întoarce apoi la Aya, care i-a recrutat pe Brutus și Gaius Cassius Longinus la cauza lor. Ea plănuiește să meargă la Roma împreună cu cei doi pentru a-i asasina pe Cezar și Septimiu. Bayek și Aya decid să o ia pe căi diferite, dar nu înainte de a forma fundația Frăției Asasinilor, jurând să protejeze oamenii de criminalii din umbre.
După aceea, Layla se trezește din Animus pentru a-l găsi prezent pe William Miles, Mentorul Frăției Asasinilor. Ea acceptă oferta lui William de a lucra cu Asasinii, iar cei doi pleacă spre Alexandria.
În Roma, Aya se confruntă cu Septimiu, care mânuiește Sceptrul din Eden, și îl omoară. Se infiltrează apoi în Senat și îl asasinează pe Cezar. Ulterior, Aya se întâlnește cu Cleopatra și o avertizează să fie un conducător drept sau se va întoarce pentru a o asasina și pe ea. După aceea, Bayek și Aya (care acum se autointitulează Amunet) încep să recruteze alte persoane pentru a clădi Frăția Asasinilor în Egipt și, respectiv, Roma.

#### The Hidden Ones
În această expansiune, Bayek află de o tabără romană la nord de Siwa de la un discipol pe nume Otis. Acolo află că un general roman plănuiește să mituiască diferiți oficiali greci și egipteni pentru a stabili o rețea de comunicare. Bayek oprește mituirile, dar atunci când merge să-l caute pe Otis, acesta află că a fost omorât. Bayek găsește biletul de adio al lui Otis, în care se arată că planul a fost coordonat de generalul Rufio și că Otis lucra pentru Amunet.
Patru ani mai târziu, Bayek primește o scrisoare de la Tahira, aflând că regiunea Sinai este în război cu Roma și că doi membri ai grupului rebel The Hidden Ones au fost asasinați într-un masacru. Călătorind acolo, Bayek se întâlnește cu Tahira, care îi face cunoștință cu Gamilat, liderul rebelilor. Cei trei plănuiesc să îl atragă afară din ascunzătoare pe generalul Rufio, liderul romanilor din zonă, prin asasinarea celor trei locotenenți ai lui.
Cu toate că planul celor trei se încheie cu succes, ascunzătoarea lor este descoperită de romani, iar Bayek și Tahira sunt capturați. Bayek este salvat de Amunet, iar cei doi o salvează pe Tahira, dar aceasta moare ulterior din cauza rănilor. Amunet îi spune lui Bayek că filiala din Sinai a grupului rebel a făcut prea mult zgomot și că e posibil ca un trădător să se afle printre ei. Cei doi îi opresc pe oamenii lui Rufio care incendiau un sat și îl asasinează pe General.
Apoi, Amunet îl informează pe Bayek că Gamilat i-a provocat pe soldații romani la luptă, după care își amesteca răzvrătiții printre săteni pentru a cauza masacre. Acest lucru crea noi rebeli, numărul membrilor ajungând să fie astfel de dimensiunea unei armate. Enervat de aceste fapte, Bayek îl confruntă și omoară pe Gamilat, iar acesta, în ultimele sale clipe, ajunge să realizeaze greșelile făcute. După aceea, Amunet și Bayek decid să formeze o Frăție împreună cu ceilalți rebeli, jurând că nu vor deveni niciodată ca Gamilat și nu vor exploata inocenți pentru propriile cauze. Amunet decide să se întoarcă la Roma, în timp ce Bayek rămâne în Egipt.

#### The Curse of the Pharaohs
La patru ani după evenimentele din povestea principală, Amunet îi spune lui Bayek despre un artefact îngropat undeva în Egiptul de Sus. El călătorește la Teba, unde vede cum spiritele faraonilor terorizează oamenii. Ulterior, Bayek află de un blestem ce se datorează jefuirii unor morminte sacre și care îi face pe vechii faraoni să se întoarcă din morți și să caute răzbunare. Bayek descoperă de la Preoteasa Isidora, care crede că tot acest blestem este din voia lui Amun, că, în zona fermelor, oamenii au reușit să evite anatema. Acolo, Bayek află despre o statuetă a zeului Aton care ține o sferă în mână, iar Bayek crede că această sferă și cine o deține este cauza blestemului.
Călătorind în Valea Regilor, Bayek vizitează mormintele lui Akhenaton, Nefertiti, Tutankhamon și Ramses cel Mare. În fiecare lume de dincolo, Bayek află informații despre blestem și se confruntă cu fiecare dintre faraoni, regăsindu-le odihna eternă. În tot acest timp, el descoperă că sfera era transmisă mai departe din faraon în faraon, iar Tutankhamon, dorind să restabilească pacea și echilibrul, a oferit relicva Preoților Templului pentru a o ascunde. Bayek află că Isidora a furat relicva din Templu pentru a se răzbuna pe cei care i-au ucis mama.
După o bătălie finală cu Tutankhamon, Bayek descoperă că Preoteasa a folosit sfera pentru a-i subjuga pe oameni și pentru a încerca să-l readucă pe zeul Amon la viață. El se confruntă cu Isidora și o asasinează, îmbibând pana zeiței Maàt în sângele Preotesei și spunându-i că Anubis o așteaptă în lumea de dincolo. 
Într-o ultimă secvență, Bayek îi oferă relicva unui pișicher, pe nume Sutekh, pentru a o îngropa pentru totdeauna, de vreme ce sfera nu este demnă de mâinile muritorilor.

## Conținut descărcabil

### The Hidden Ones
The Hidden Ones este o expansiune cu poveste care aduce în lumină dezvoltarea Frăției Asasinilor. Are loc la patru ani după evenimentele din povestea principală și îl duce pe jucător în noua regiune a Peninsulei Sinai, unde va trebui să "investigheze o confruntare între o facțiune rebelă și forțele romane ocupante." Pe lângă acest lucru, The Hidden Ones introduce o varietate de noi iteme de achiziționat pentru jucător, care includ un costum, două seturi de arme legendare, noi călării și alte arme. Expansiunea ridică nivelul maxim posibil al personajului la 45.

### Discovery Tour
Noul mod educațional îi va permite jucătorului să aleagă între explorarea liberă a lumii Egiptului Antic, pentru a afla mai multe despre istoria și viața sa zilnică, sau să se îmbarcheze în tururi ghidate îngrijite de istorici și egiptologi. Cu toate acestea, acest mod va dezactiva povestea, misiunile secundare, conflictele cu inamicii, limitele de timp, și constrângerile de gameplay. Discovery Tour a fost lansat pe 20 februarie 2018.

### The Curse of the Pharaohs
A doua expansiune le va oferi jucătorilor o misiune complet nouă, în care vor călători la Teba pentru a investiga un blestem antic care afectează pământul. The Curse of the Pharaohs se concentrează pe mitologia egipteană, punând jucătorii față în față cu faraoni faimoși și bestii egiptene, în timp ce descoperă cauza blestemului care a readus la viață anumiți conducători. Această expansiune va ridica nivelul maxim posibil al personajului la 55. La fel ca și în cazul The Hidden Ones, acest DLC va aduce noi costume, arsenal și armament, fiecare cu tematica mitologiei egiptene. The Curse of the Pharaohs a fost lansat pe 13 martie 2018.

## Dezvoltare
Dezvoltarea la Assassin's Creed Origins a pornit la începutul anului 2014, după lansarea lui Assassin's Creed IV: Black Flag. Seria avea un ciclu de lansare anual, dar după publicarea lui Assassin's Creed Syndicate din 2015, Ubisoft a ales să amâne Origins pentru 2017. CEO-ul Ubisoft Yves Guillemot a citat dorința de concentrare pe calitate a jocurilor, oportunitatea de a dezvolta jocuri viitoare cu motoare noi, și vânzările sub așteptări ale lui Syndicate ca motivele din spatele acestei decizii. Studioul Ubisoft Kiev a dezvoltat versiunea pentru PC în paralel cu cea pentru console.
Informații despre Origins, numit atunci Assassin's Creed Empire, au apărut pentru prima oară în ianuarie 2017, în care era înfățișat un personaj pe o barcă și în fața unei peșteri. Jocul a fost anunțat oficial pe 11 iunie 2017. Este dezvoltat cu ajutorul ultimei versiuni a motorului grafic AnvilNext. În noiembrie 2011, în timpul producției la Assassin's Creed III, într-un chestionar Ubisoft în care erau discutate viitoarele cadre pentru jocurile Assassin's Creed, Egiptul Antic a fost una dintre cele mai populare alegeri, dar Alex Hutchinson, regizor creativ la Assassin's Creed III, a sugerat că acesta este, alături de Al Doilea Război Mondial și Japonia feudală, "cea mai neinspirată alegere pentru un cadru de joc Assassin's Creed". Echipa de dezvoltare a angajat egiptologi pentru a-i ajuta să realizeze harta open world cât mai asemănătoare cu lumea din perioada respectivă.
Coloana sonoră a jocului a fost compusă de Sarah Schachner, care a lucrat anterior la Assassin's Creed IV: Black Flag și Assassin's Creed Unity.

### Promovare
În august 2017, Square Enix a anunțat un crossover promoțional între seria Assassin's Creed și Final Fantasy XV. Având forma unui eveniment in-game, acesta a introdus conținut cu tematică Assassin's Creed în joc. Conținut asemănător a devenit disponibil și pentru alte jocuri Ubisoft, precum Tom Clancy's Ghost Recon Wildlands și South Park: The Fractured but Whole.

## Ediții
Edițiile disponibile după lansare au fost următoarele:
| Conținut                        | Ediția Standard (console și PC)    | Ediția Deluxe (console și PC)      | Ediția Gold (console și PC) | Ediția God (console și PC)                | Ediția Dawn of the Creed (exclusiv Uplay) (console și PC) | Ediția Legendară Dawn of the Creed (exclusiv Uplay) (console și PC) |
| ------------------------------- | ---------------------------------- | ---------------------------------- | --------------------------- | ----------------------------------------- | --------------------------------------------------------- | ------------------------------------------------------------------- |
| Discul jocului                  | Da                                 | Da                                 | Da                          | Da                                        | Da                                                        | Da                                                                  |
| Conținut digital                |                                    |                                    |                             |                                           |                                                           |                                                                     |
| Misiunea Secrets of the Pyramid | Da (doar la precomenzi)            | Da                                 | Da                          | Da                                        | Da                                                        | Da                                                                  |
| Misiunea Ambush at Sea          | Nu                                 | Da                                 | Da                          | Da                                        | Da                                                        | Da                                                                  |
| Misiune bonus Ability Points    | Nu                                 | Da                                 | Da                          | Da                                        | Da                                                        | Da                                                                  |
| Pachetul Desert Cobra           | Nu                                 | Da                                 | Da                          | Da                                        | Da                                                        | Da                                                                  |
| Season Pass                     | Nu (poate fi achiziționat separat) | Nu (poate fi achiziționat separat) | Da                          | Nu (poate fi achiziționat separat)        | Da                                                        | Da                                                                  |
| Conținut fizic                  |                                    |                                    |                             |                                           |                                                           |                                                                     |
| Steelbook                       | Nu                                 | Nu                                 | Nu                          | Nu                                        | Da                                                        | Da                                                                  |
| Harta Egiptului                 | Nu                                 | Nu                                 | Nu                          | Da                                        | Da                                                        | Da                                                                  |
| CD cu coloana sonoră oficială   | Nu                                 | Nu                                 | Nu                          | Da                                        | Da                                                        | Da                                                                  |
| Carte ilustrată                 | Nu                                 | Nu                                 | Nu                          | Da                                        | Da                                                        | Da                                                                  |
| Pachet exclusiv                 | Nu                                 | Nu                                 | Nu                          | Da                                        | Da                                                        | Da                                                                  |
| Carduri ilustrate               | Nu                                 | Nu                                 | Nu                          | Da                                        | Da                                                        | Da                                                                  |
| Figurină                        | Nu                                 | Nu                                 | Nu                          | Da statuie Bayek pe Skhmet (10.2"/ 27 cm) | Da Bayek și Senu (14.5"/ 37 cm)                           | Da Bayek și Senu numerotat (28.7"/ 73)                              |
| Amuletă Bayek's Eagle Skull     | Nu                                 | Nu                                 | Nu                          | Nu                                        | Da                                                        | Da, Premium                                                         |
| 4 litografii mari               | Nu                                 | Nu                                 | Nu                          | Nu                                        | Nu                                                        | Da                                                                  |
| Certificat de authenticitate    | Nu                                 | Nu                                 | Nu                          | Nu                                        | Nu                                                        | Da                                                                  |

## Recepție
Assassin's Creed Origins a fost primit cu recenzii "majoritar pozitive", conform site-ului Metacritic.
Louise Blain de la GamesRadar a notat jocul cu 5 stele din 5 și l-a numit cel mai bun al seriei, spunând că "Frumos și mortal, locul de joacă egiptean din Origins este, în sfârșit, ceea ce vrei să vezi de la un Creed." Ray Carsillo de la Electronic Gaming Monthly a notat jocul cu un 9/10 și a spus că "Assassin's Creed: Origins livrează o experiență robustă, care amestecă formula clasică din Assassin's Creed într-un mod care îl face proaspăt și distractiv de jucat—dar și într-unul în care se întoarce la începuturile seriei, și asta într-un sens bun. Marchează o evoluție la care fanii nu cred că se așteptau, livrând una dintre cele mai bune experiențe pe care am avut-o până acum cu franciza."
Alanah Pearce i-a scris jocului o recenzie de 9/10 pentru IGN, spunând că "Assassin's Creed Origins este o călătorie într-un Egipt Antic realizat uluitor, cu o diversitate de culturi, personaje veridice și o varietate a misiunilor nemaiîntâlnită până acum în serie. Luptele sunt dificile și complicate, și, cu toate că sistemul de câștiguri nu se compară cu cel din jocuri precum Destiny 2, există destule tipuri de arme și varietate la capitolul arsenal pentru a te face să zapezi printre ele, de la situație la situație. Elementele de RPG încurajează provocările și, cu toate că are multe probleme tehnice, vreau neapărat să îl joc în continuare."
Colin Campbell de la Polygon i-a acordat jocului un 8.5/10, scriind, "În esență, Assassin's Creed Origins este aproape același joc ca și primul Assassin's Creed, care a fost lansat acum un deceniu. Este o formulă pe care oamenii doresc să o revadă, iar ea a fost rectificată și îmbunătățită de-a lungul anilor. Origins este fără îndoială cea mai bună repetiție a acestei formule. Dar eu tânjesc pentru o abordare proaspătă și idei noi, ceva care să uimească simțurile la fel de mult precum și această lume a jocului a făcut-o."
Acuratețea istorică a jocului și utilizarea istoricilor și a egiptologilor a fost lăudată de Windows Central și Forbes, care l-au numit "poate cea mai realistă recreere a Egiptului clasic realizată vreodată." Vice a discutat despre asta cu egiptologul de la Harvard, Peter Der Manuelian, care a notat multe dintre eforturile făcute de creatorii jocului.
GameSpot i-a acordat jocului o notă de 7/10, spunând: "În timp ce Assassin's Creed Origins ajunge pe culmi înalte în acest nou cadru, întâmpină des probleme care diminuează distracția per general. Problemele tehnice duc la o experiență inconsistentă, iar pilonii ce susțin noul gameplay se clatină sub presiunea sistemului. Dar cu toate acestea, lumea din Origins rămâne proaspătă și distractivă de explorat, ceea ce arată cât de remarcabile sunt cadrul și povestea."
Eurogamer a clasat jocul pe locul 23 într-o ierarhie "Top 50 Jocuri din 2017", în timp ce EGMNow l-a clasat pe locul 6 în ierarhia proprie de Cele mai bune 25 de jocuri din 2017, iar Polygon l-a clasat pe locul 15 în ierarhia proprie a Celor mai bune 50 de jocuri din 2017.  Jocul a câștigat premiul de "Cel mai bun joc Open World" din partea PC Gamer, primind nominalizări și la categoriile de "Cel mai bun cadru" și "Jocul Anului". A fost nominalizat și la categoria "Cel mai bun joc Xbox One" din partea Destructoid și IGN,
 ultima dintre el acordându-i nominalizări și la categoriile "Cel mai bun joc de acțiune-aventură" și "Cea mai bună grafică". Giant Bomb l-a considerat câștigător la categoria "Cel mai bun personaj" (Bayek), și al doilea cel mai bun la "Cea mai bună lume". A câștigat și premiul de "Cel mai bun cadru" din partea Game Informer.
Anumite controverse au apărut după ce câțiva jurnaliști de jocuri video au descoperit că multe dintre recenziile de pe Metacritic ale jocului au fost îmbunătățite artificial, prin folosirea unui robot online.

### Vânzări
Vânzările la Assassin's Creed Origins din primele 10 zile au fost cu 100% mai mari decât cele de la Assassin's Creed Syndicate, în timp ce dorința jucătorilor a crescut și ea. 35% din vânzări au fost în mediul online, comparativ cu cele 12% ale lui Syndicate.

### Premii
| Anul | Premiul                                      | Categoria                                                                | Rezultatul   | Ref.          |
| ---- | -------------------------------------------- | ------------------------------------------------------------------------ | ------------ | ------------- |
| 2017 | E3 2017 Premiile Criticilor                  | Cel mai bun show                                                         | Nominalizare | [ 62 ]        |
| 2017 | E3 2017 Premiile Criticilor                  | Cel mai bun joc pentru consolă                                           | Nominalizare | [ 62 ]        |
| 2017 | E3 2017 Premiile Criticilor                  | Cel mai bun joc de acțiune/aventură                                      | Nominalizare | [ 62 ]        |
| 2017 | Gamescom 2017                                | Cel mai bun joc pentru consolă (PlayStation 4)                           | Câștigat     | [ 63 ] [ 64 ] |
| 2017 | Gamescom 2017                                | Cel mai bun joc pentru consolă (Xbox One)                                | Nominalizare | [ 63 ] [ 64 ] |
| 2017 | Gamescom 2017                                | Cel mai bun joc pentru PC                                                | Nominalizare | [ 63 ] [ 64 ] |
| 2017 | Gamescom 2017                                | Cel mai bun RPG                                                          | Nominalizare | [ 63 ] [ 64 ] |
| 2017 | Premiile Golden Joystick                     | Jocul anului                                                             | Nominalizare | [ 65 ]        |
| 2017 | The Game Awards 2017                         | Cel mai bun joc de acțiune/aventură                                      | Nominalizare | [ 66 ]        |
| 2018 | Premiile New York Game 2018                  | Premiul Statuia Libertății pentru Cea mai bună Lume                      | Nominalizare | [ 67 ]        |
| 2018 | Premiile Societății de Efecte Vizuale        | Cele mai bune efecte speciale într-un proiect în timp real               | Câștigat     | [ 68 ] [ 69 ] |
| 2018 | Premiile Societății de Efecte Vizuale        | Cel mai bun mediu creat într-un episod, reclamă sau proiect în timp real | Nominalizare | [ 68 ] [ 69 ] |
| 2018 | Premiile Academiei Naționale de Jocuri Video | Cea mai bună regie artistică, Influența Epocii                           | Nominalizare | [ 70 ] [ 71 ] |
| 2018 | Premiile Academiei Naționale de Jocuri Video | Cel mai bun design al controalelor, 3D                                   | Nominalizare | [ 70 ] [ 71 ] |
| 2018 | Premiile Academiei Naționale de Jocuri Video | Cel mai bun design al costumelor                                         | Nominalizare | [ 70 ] [ 71 ] |
| 2018 | Premiile Academiei Naționale de Jocuri Video | Cel mai bun joc, Franciză de Aventură                                    | Nominalizare | [ 70 ] [ 71 ] |
| 2018 | Premiile Academiei Naționale de Jocuri Video | Cea mai bună grafică, Tehnic                                             | Nominalizare | [ 70 ] [ 71 ] |
| 2018 | Premiile Academiei Naționale de Jocuri Video | Cea mai bună luminanță/textură                                           | Nominalizare | [ 70 ] [ 71 ] |
| 2018 | Premiile Academiei Naționale de Jocuri Video | Cea mai bună coloana sonoră dramatică, Franciză                          | Nominalizare | [ 70 ] [ 71 ] |
| 2018 | Premiile Academiei Naționale de Jocuri Video | Cel mai bun sunet, Franciză                                              | Nominalizare | [ 70 ] [ 71 ] |
| 2018 | Premiile D.I.C.E.                            | Cel mai bun personaj (Bayek)                                             | Nominalizare | [ 72 ] [ 73 ] |
| 2018 | Premiile D.I.C.E.                            | Cea mai bună tehnică                                                     | Nominalizare | [ 72 ] [ 73 ] |
| 2018 | Premiile D.I.C.E.                            | Jocul de aventură al anului                                              | Nominalizare | [ 72 ] [ 73 ] |
| 2018 | Premiile SXSW Gaming                         | Excelență în Vizual                                                      | Nominalizare | [ 74 ] [ 75 ] |
| 2018 | Premiile SXSW Gaming                         | Excelență în Animație                                                    | Nominalizare | [ 74 ] [ 75 ] |
| 2018 | Premiile Dezvoltatorilor de Jocuri           | Cea mai bună tehnologie                                                  | Nominalizare | [ 76 ] [ 77 ] |
| 2018 | Ediția 14 a Premiilor BAFTA                  | Cel mai bun joc                                                          | Nominalizare | [ 78 ] [ 79 ] |
| 2018 | Ediția 14 a Premiilor BAFTA                  | Cel mai bun design de joc                                                | Nominalizare | [ 78 ] [ 79 ] |
| 2018 | Ediția 14 a Premiilor BAFTA                  | Cel mai bun Executant (Abubakar Salim)                                   | Nominalizare | [ 78 ] [ 79 ] |
| 2018 | Premiile Compozitorilor ASCAP                | Cea mai bună coloană sonoră de joc video                                 | Nominalizare | [ 80 ] [ 81 ] |